# Squasc

Disegno raffigurante uno squasc

Lo squasc (pronuncia /'skwaʃ/) è un essere mitologico del folklore della Lombardia orientale.
Si dice sia un essere piccolo, peloso, fulvo, simile ad uno scoiattolo senza coda ma con volto antropomorfo.
La sua funzione si trova a metà tra quella di uno spirito cattivo (assimilabile all'uomo nero) e un folletto. Come il primo, infatti, è chiamato in causa per spaventare i bambini, mentre come il secondo ama fare scherzi anche pesanti ad ogni categoria di persone, con una certa predilezione per le fanciulle.
È conosciuto anche con le varianti di Sanguanel, Sgranf, Farfarel, Ana Sosana.